# Guido van Gennep
Guido van Gennep, né le 22 juin 1963 à  La Haye, est un directeur de la photographie néerlandais.

## Filmographie
- 2003 : Bite d'Ellen Smit
- 2003 : The Man in the Cupboard de Tallulah H. Schwab
- 2004 : Het Verborgen Gezicht de Elbert van Strien
- 2005 : Johan de Nicole van Kilsdonk
- 2005 : Still World de Elbert van Strien
- 2005 : Lepel de Willem van de Sande Bakhuyzen
- 2005 : Schnitzel Paradise de Martin Koolhoven
- 2007 : The Bird Can't Fly de Threes Anna
- 2008 : Tiramisu de Paula van der Oest
- 2008 : Winter in Wartime de Martin Koolhoven
- 2010 : Two Eyes Staring de Elbert van Strien
- 2010 : Saint de Dick Maas
- 2011 : Noise de Jan Doense
- 2011 : Bringing Up Bobby de Famke Janssen
- 2011 : Saint de Dick Maas
- 2012 : Man in Pak de Anna van der Heide
- 2012 : The Domino Effect de Paula van der Oest
- 2012 : Süskind de Rudolf van den Berg
- 2012 : Drôle de prof de Barbara Bredero
- 2014 : Farewell To The Moon de Dick Tuinder
- 2014 : Dummie de Mummie de Pim van Hoeve
- 2014 : Accused de Paula van der Oest
- 2015 : De Masters de Ruud Schuurman<
- 2016 : Tonio de Paula van der Oest<
- 2018 : More Human Than Human de Tommy Pallotta et Femke Wolting
- 2020 : La Baie du silence (The Bay of Silence) de Paula van der Oest

## Crédit d'auteurs
- (en) Cet article est partiellement ou en totalité issu de l’article de Wikipédia en anglais intitulé « Sacha Polak » (voir la liste des auteurs).